# Coppa Piano Karl Rappan 1961-1962
La Coppa Piano Karl Rappan 1961-1962, detta anche International Football Cup 1961-1962, è stata la prima edizione di questa competizione gestita dalla SFP, la società di scommesse svizzera.
La vittoria finale è stata appannaggio del Ajax, al suo primo titolo.

## Partecipanti
| Nazione                   | Squadra                                                                                | Campionato | Note                                  |
| ------------------------- | -------------------------------------------------------------------------------------- | --- | ------------------------------------- |
| Austria (bandiera)        | First Vienna Wiener AC Wiener Sport-Club Grazer AK                                     | Vicecampione d'Austria 1960-61 3º campionato d'Austria 1960-61 4º campionato d'Austria 1960-61 5º campionato d'Austria 1960-61                                                                                     |                                       |
| Cecoslovacchia (bandiera) | Slovan Bratislava Baník Ostrava Tatran Prešov Hradec Králové                           | 3º campionato di Cecoslovacchia 1960-61 4º campionato di Cecoslovacchia 1960-61 6º campionato di Cecoslovacchia 1960-61 8º campionato di Cecoslovacchia 1960-61                                                    |                                       |
| Germania Est (bandiera)   | Vorwärts Berlino Dinamo Berlino Motor Jena Lokomotive Lipsia                           | Campione della Germania Est 1960 Vicecampione della Germania Est 1960 8º campionato della Germania Est 1960 10º campionato della Germania Est 1960                                                                 | Vincitrice Coppa di Germania Est 1960 |
| Germania (bandiera)       | Pirmasens Tasmania Berlino Borussia Neunkirchen Kickers Offenbach Osnabrück Schalke 04 | Campione Oberliga Südwest 1959-60 Campione Oberliga Berlin 1959-60 Vicecampione Oberliga Südwest 1959-60 Vicecampione Oberliga Süd 1959-60 ?º campionato Oberliga Nord 1959-60 ?º campionato Oberliga West 1959-60 |                                       |
| Paesi Bassi (bandiera)    | Feyenoord Ajax VVV-Venlo Sparta Rotterdam                                              | Campione d'Olanda 1960-61 Vicecampione d'Olanda 1960-61 3º campionato d'Olanda 1960-61 4º campionato d'Olanda 1960-61                                                                                              | Vincitrice Coppa d'Olanda 1960-61     |
| Polonia (bandiera)        | Górnik Zabrze Odra Opole                                                               | 3º campionato di Polonia 1960 4º campionato di Polonia 1960 |                                       |
| Svezia (bandiera)         | Malmö FF Örgryte IFK Göteborg Elfsborg                                                 | Vicecampione di Svezia 1960 3º campionato di Svezia 1960 8º campionato di Svezia 1960 1º campionato Division 2 di Svezia 1960                                                                                      |                                       |
| Svizzera (bandiera)       | Zurigo Grenchen Basilea La Chaux-de-Fonds                                              | 3º campionato di Svizzera 1960-61 4º campionato di Svizzera 1960-61 5º campionato di Svizzera 1960-61 7º campionato di Svizzera 1960-61                                                                            | Vincitrice Coppa di Svizzera 1960-61  |

## Squadre partecipanti
Le Nazioni partecipanti a questa prima edizione sono Austria, Cecoslovacchia, Germania Est, Germania Ovest, Paesi Bassi, Polonia, Svezia e Svizzera.
Le squadre della parte orientale sono state inserite nei gironi "A", quelle della parte occidentale nei gironi "B". Le squadre della Germania Ovest sono state inserite in entrambe le sezioni. Passano ai quarti di finale le vincitrici degli 8 gruppi : quelle dei gruppi "A" sfidano quelle dei gruppi "B".
|           | Austria      | Cecoslovacchia    | Germania Est      | Polonia       | Germania Ovest       | Paesi Bassi      | Svezia       | Svizzera          |
| Girone A1 | Wiener AC    | Slovan Bratislava | Vorwärts Berlino  | Odra Opole    | -                    | -                | -            | -                 |
| Girone A2 | Grazer AK    | Baník Ostrava     | Motor Jena        | -             | Osnabrück            | -                | -            | -                 |
| Girone A3 | Wiener SC    | Hradec Králové    | BFC Dynamo        | Górnik Zabrze | -                    | -                | -            | -                 |
| Girone A4 | First Vienna | Tatran Prešov     | Lokomotive Lipsia | -             | Kickers Offenbach    | -                | -            | -                 |
| Girone B1 | -            | -                 | -                 | -             | Schalke 04           | Feyenoord        | IFK Göteborg | La Chaux-de-Fonds |
| Girone B2 | -            | -                 | -                 | -             | Pirmasens            | Ajax             | Malmö FF     | Zurigo            |
| Girone B3 | -            | -                 | -                 | -             | Borussia Neunkirchen | VVV-Venlo        | Örgryte      | Grenchen          |
| Girone B4 | -            | -                 | -                 | -             | Tasmania Berlino     | Sparta Rotterdam | Elfsborg     | Basilea           |

## Risultati

### Primo turno
Date: 18 giugno (1ª giornata), 25 giugno (2ª giornata), 2 luglio (3ª giornata), 9 luglio (4ª giornata), 16 luglio (5ª giornata) e 23 luglio 1961 (6ª giornata).

#### Girone A1
| Squadra           | Pti | G | V | N | P | GF | GS | DR  |
| ----------------- | --- | - | - | - | - | -- | -- | --- |
| Slovan Bratislava | 10  | 6 | 4 | 2 | 0 | 16 | 4  | +12 |
| Vorwärts Berlino  | 5   | 6 | 2 | 1 | 3 | 13 | 10 | +3  |
| Odra Opole        | 5   | 6 | 2 | 1 | 3 | 8  | 16 | -8  |
| Wiener AC         | 4   | 6 | 1 | 2 | 3 | 9  | 16 | -7  |

|          | Slo | Vor | Odr | WAC |
| -------- | --- | --- | --- | --- |
| Slovan   |     | 2-1 | 8-0 | 3-0 |
| Vorwärts | 0-1 |     | 2-1 | 6-1 |
| Odra     | 1-1 | 2-1 |     | 2-0 |
| WAC      | 1-1 | 3-3 | 4-1 |     |

#### Girone A2
| Squadra       | Pti | G | V | N | P | GF | GS | DR  |
| ------------- | --- | - | - | - | - | -- | -- | --- |
| Baník Ostrava | 11  | 6 | 5 | 1 | 0 | 24 | 7  | +17 |
| Motor Jena    | 8   | 6 | 3 | 2 | 1 | 14 | 12 | +2  |
| Osnabrück     | 4   | 6 | 2 | 0 | 4 | 9  | 14 | -5  |
| Grazer AK     | 1   | 6 | 0 | 1 | 5 | 9  | 23 | -14 |

|           | Ban | Mot | Osn | GAK |
| --------- | --- | --- | --- | --- |
| Banik     |     | 6-1 | 3-1 | 4-0 |
| Motor     | 2-2 |     | 5-0 | 3-2 |
| Osnabrück | 0-3 | 0-1 |     | 6-2 |
| GAK       | 3-6 | 2-2 | 0-2 |     |

#### Girone A3
| Squadra                | Pti | G | V | N | P | GF | GS | DR |
| ---------------------- | --- | - | - | - | - | -- | -- | -- |
| Spartak Hradec Králové | 8   | 6 | 3 | 2 | 1 | 15 | 12 | +3 |
| Górnik Zabrze          | 7   | 6 | 3 | 1 | 2 | 17 | 14 | +3 |
| BFC Dynamo             | 7   | 6 | 3 | 1 | 2 | 13 | 14 | -1 |
| Wiener SC              | 2   | 6 | 1 | 0 | 5 | 15 | 20 | -5 |

|         | Spa | Gór | Din | WSC |
| ------- | --- | --- | --- | --- |
| Spartak |     | 2-3 | 1-0 | 4-2 |
| Górnik  | 2-2 |     | 5-1 | 2-5 |
| Dinamo  | 1-1 | 4-3 |     | 2-1 |
| WSC     | 4-5 | 0-2 | 3-5 |     |

#### Girone A4
| Squadra           | Pti | G | V | N | P | GF | GS | DR |
| ----------------- | --- | - | - | - | - | -- | -- | -- |
| First Vienna      | 9   | 6 | 4 | 1 | 1 | 17 | 9  | +8 |
| Tatran Prešov     | 6   | 6 | 2 | 2 | 2 | 15 | 14 | +1 |
| Lokomotive Lipsia | 6   | 6 | 3 | 0 | 3 | 7  | 11 | -4 |
| Kickers Offenbach | 3   | 6 | 1 | 1 | 4 | 13 | 18 | -5 |

|            | Fir | Tat | Lok | Kic |
| ---------- | --- | --- | --- | --- |
| First      |     | 3-3 | 3-0 | 5-2 |
| Tatran     | 2-1 |     | 3-1 | 3-3 |
| Lokomotive | 0-2 | 2-1 |     | 2-1 |
| Kickers    | 2-3 | 4-3 | 1-2 |     |

#### Girone B1
| Squadra           | Pti | G | V | N | P | GF | GS | DR  |
| ----------------- | --- | - | - | - | - | -- | -- | --- |
| Feyenoord         | 10  | 6 | 5 | 0 | 1 | 24 | 12 | +12 |
| Schalke 04        | 8   | 6 | 4 | 0 | 2 | 22 | 12 | +10 |
| IFK Göteborg      | 3   | 6 | 1 | 1 | 4 | 12 | 22 | -10 |
| La Chaux-de-Fonds | 3   | 6 | 1 | 1 | 4 | 11 | 23 | -12 |

|                   | Fey | Sch | Göt | LCF |
| ----------------- | --- | --- | --- | --- |
| Feyenoord         |     | 1-3 | 4-1 | 3-2 |
| Schalke           | 1-5 |     | 4-1 | 8-0 |
| Göteborg          | 3-6 | 2-4 |     | 3-2 |
| La Chaux-de-Fonds | 2-5 | 3-2 | 2-2 |     |

#### Girone B2
| Squadra   | Pti | G | V | N | P | GF | GS | DR  |
| --------- | --- | - | - | - | - | -- | -- | --- |
| Ajax      | 9   | 6 | 4 | 1 | 1 | 26 | 8  | +18 |
| Malmö FF  | 8   | 6 | 3 | 2 | 1 | 15 | 10 | +5  |
| Pirmasens | 7   | 6 | 3 | 1 | 2 | 17 | 19 | -2  |
| Zurigo    | 0   | 6 | 0 | 0 | 6 | 6  | 27 | -21 |

|           | Aja | Mal | Pir | Zur |
| --------- | --- | --- | --- | --- |
| Ajax      |     | 1-0 | 9-1 | 9-1 |
| Malmö     | 1-1 |     | 4-2 | 4-1 |
| Pirmasens | 4-2 | 3-3 |     | 5-0 |
| Zurigo    | 1-4 | 2-3 | 1-2 |     |

#### Girone B3
| Squadra              | Pti | G | V | N | P | GF | GS | DR |
| -------------------- | --- | - | - | - | - | -- | -- | -- |
| Örgryte              | 10  | 6 | 4 | 2 | 0 | 15 | 7  | +8 |
| VVV-Venlo            | 7   | 6 | 3 | 1 | 2 | 13 | 12 | +1 |
| Borussia Neunkirchen | 4   | 6 | 2 | 0 | 4 | 12 | 15 | -3 |
| Grenchen             | 3   | 6 | 1 | 1 | 4 | 6  | 12 | -6 |

|          | Örg | Ven | Bor | Gre |
| -------- | --- | --- | --- | --- |
| Örgryte  |     | 2-1 | 3-1 | 2-2 |
| Venlo    | 2-2 |     | 3-2 | 1-0 |
| Borussia | 1-3 | 5-3 |     | 2-0 |
| Grenchen | 0-3 | 1-3 | 3-1 |     |

#### Girone B4
| Squadra          | Pti | G | V | N | P | GF | GS | DR  |
| ---------------- | --- | - | - | - | - | -- | -- | --- |
| Sparta Rotterdam | 10  | 6 | 5 | 0 | 1 | 23 | 12 | +11 |
| Elfsborg         | 8   | 6 | 4 | 0 | 2 | 21 | 17 | +4  |
| Tasmania Berlino | 3   | 6 | 1 | 1 | 4 | 11 | 16 | -5  |
| Basilea          | 3   | 6 | 1 | 1 | 4 | 9  | 19 | -10 |

|          | Spa | Els | Tas | Bas |
| -------- | --- | --- | --- | --- |
| Sparta   |     | 4-3 | 4-1 | 5-2 |
| Elfsborg | 2-5 |     | 5-2 | 2-1 |
| Tasmania | 4-1 | 2-3 |     | 1-2 |
| Basilea  | 0-4 | 3-6 | 1-1 |     |

### Quarti di finale
| Bratislava 14 settembre 1961 | Slovan Bratislava | 6 – 1 | Sparta Rotterdam |  |

| Amsterdam 27 settembre 1961 | Ajax | 4 – 3 (d.t.s.) | First Vienna |  |

| Göteborg 25 ottobre 1961 | Örgryte | 2 – 3 | Baník Ostrava |  |

| Rotterdam 22 novembre 1961 | Feyenoord | 3 – 1 | Spartak Hradec Králové |  |

### Semifinali
| Amsterdam 7 marzo 1962 | Ajax | 5 – 1 | Slovan Bratislava |  |

| Rotterdam 8 marzo 1962 | Feyenoord | 1 – 0 | Baník Ostrava |  |

### Finale
| Amsterdam 26 aprile 1962 | Ajax       | 4 – 2 referto | Feyenoord | Olympisch Stadion (40 260 spett.) |
| \| \| \| \| \| Cees Groot 10’ Henk Groot 26’, 62’, 90’ \| Marcatori \| 11’ Frans Bouwmeester 43’ Cor van der Gijp \| \| Bertus Hoogerman Kees Smit Piet Ouderland Werner Schaaphok Ton Pronk Ben Muller Sjaak Swart Henk Groot Cees Groot Co Prins Piet Keizer \| Formazioni \| Eddy Pieters Graafland Gerard Kerkum Cor Veldhoen Reinier Kreijermaat Hans Kraay Gerard Bergholtz Rinus Bennaars Henk Schouten Cor van der Gijp Frans Bouwmeester Coen Moulijn \| |            | |           |                                   |
| |            | |           |                                   |
| Cees Groot 10’ Henk Groot 26’, 62’, 90’ | Marcatori  | 11’ Frans Bouwmeester 43’ Cor van der Gijp |           |                                   |
| Bertus Hoogerman Kees Smit Piet Ouderland Werner Schaaphok Ton Pronk Ben Muller Sjaak Swart Henk Groot Cees Groot Co Prins Piet Keizer | Formazioni | Eddy Pieters Graafland Gerard Kerkum Cor Veldhoen Reinier Kreijermaat Hans Kraay Gerard Bergholtz Rinus Bennaars Henk Schouten Cor van der Gijp Frans Bouwmeester Coen Moulijn |           |                                   |

## Classifica marcatori
|  | Gol | Marcatore     | Squadra |
|  | --- | ------------- | ------- |
|  | 14  | Hendrik Groot | Ajax    |